# Tintenpalast

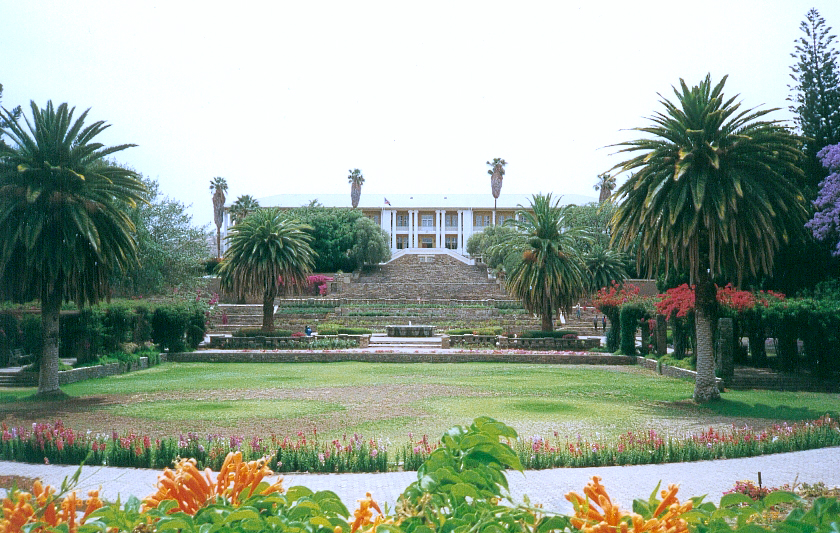

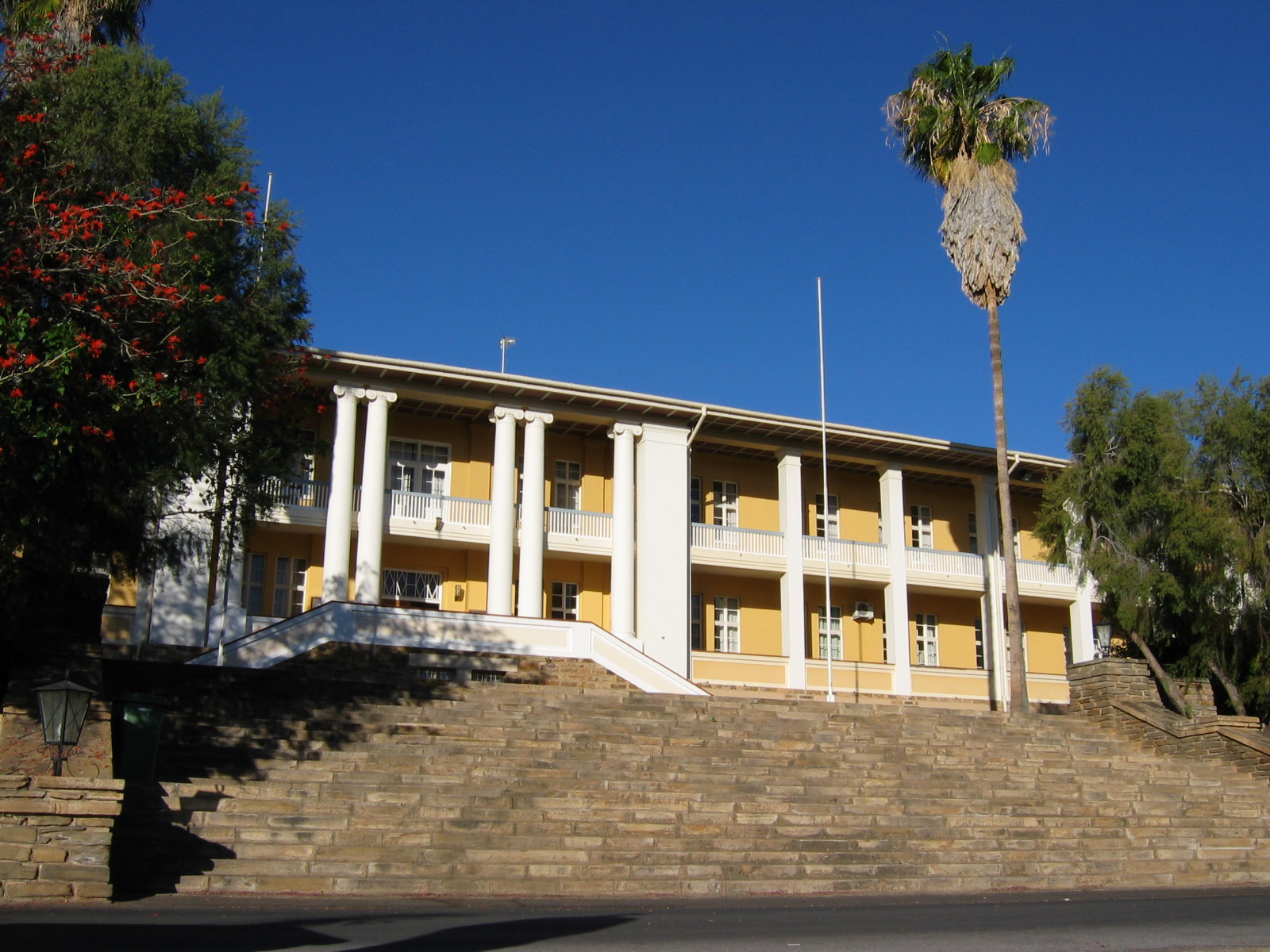
Le Tintenpalast à Windhoek

Le Tintenpalast (signifiant « le palais de l'encre » en allemand) est le siège des deux chambres du Parlement en Namibie, le Conseil national et l'Assemblée nationale.
Il se situe dans la capitale de la Namibie, Windhoek. Le Tintenpalast se trouve au nord de l'avenue Robert-Mugabe sur les hauteurs de la ville près de l'église luthérienne. 
Il fut conçu par l'architecte Gottlieb Redecker (en) et construit par l'entreprise Sander & Kock entre 1912 et 1913 à l'époque où la Namibie était une colonie allemande sous le nom de Sud-Ouest africain. 
Le bâtiment est entouré par un parc ombragé.